# 尤欽
50°42′49″N 26°36′29″E / 50.71361°N 26.60806°E
尤欽（烏克蘭語：Ючин），是烏克蘭西北部的村莊，隸屬里夫內州的里夫內區。該村始建於1800年，面積0.13平方公里，海拔高度195米，2001年人口53，人口密度每平方公里414.1人。